# Трикутна потенційна яма
Трикутна квантова яма — одновимірна потенційна яма, обмежена з одного боку нескінченно високою потенційною стінкою, а з іншого — потенціалом, що лінійно зростає зі збільшенням координати. Один із простих профілів потенціалу у квантовій механіці, що допускають точне розв'язання задачі про знаходження рівнів енергії та хвильових функцій частки, що знаходиться в ямі.
Розглянемо потенціальну енергію {\displaystyle U(x)} в наступному вигляді:
{\displaystyle U(x)={\begin{cases}eEx,&x\geq \;0\\+\infty ,&x<0\end{cases}}}
де {\displaystyle x} — координата, {\displaystyle e} — заряд електрону, {\displaystyle E} — напруженість електричного поля, що визначає потенційну енергію, {\displaystyle eE>0}.
Рівняння Шредінгера в даному одномірному випадку можна записати у вигляді:
{\displaystyle {\frac {d^{2}\psi }{dx^{2}}}+{\frac {2m}{\hbar \;^{2}}}(W-eEx)\psi =0.}
Для спрощення подальшого розгляду введемо безрозмірну змінну у вигляді:
{\displaystyle \xi =(-x+{\frac {W}{eE}})({\frac {2meE}{\hbar \;^{2}}})^{1/2}.}
Таким чином, отримаємо рівняння Шредінгера, яке не залежить від параметра енергії:
{\displaystyle \psi ''(\xi )+\xi \psi (\xi )=0.}
Розв'язок даного рівняння є
{\displaystyle \psi (\xi )=C\mathrm {Ai} (-\xi ),}
де функції Ейрі визначені таким чином:
{\displaystyle \mathrm {Ai} (\xi )={\frac {1}{\pi }}\int _{0}^{+\infty }\cos({\frac {u^{3}}{3}}+u\xi )\,du}
Основна особливість даної задачі полягає в тому, що при {\displaystyle x=0} потенційна енергія різко зростає, і тому ми повинні для зшивання хвильових функцій використати умову:
{\displaystyle \psi (\xi _{j})=0,}
де {\displaystyle -\xi _{j}} — від'ємні корені функції Ейрі. Можна привести перші 5 значень цих коренів:
{\displaystyle \xi _{1}=2,33810741},
{\displaystyle \xi _{2}=4,08794944},
{\displaystyle \xi _{3}=5,52055983},
{\displaystyle \xi _{4}=6,78670809},
{\displaystyle \xi _{5}=7,94413359}.
Таким чином, ми маємо дискретний спектр енергій для трикутної потенційної ями у вигляді:
{\displaystyle W_{j}=\xi _{j}{\big [}{\frac {eE\hbar \;}{\sqrt {2m}}}{\big ]}^{2/3}.}
Константа {\displaystyle C} може бути визначена з умови нормування хвильової функції:
{\displaystyle \int \limits _{0}^{\infty }{dx}{{\left|\psi _{j}\left(x\right)\right|}^{2}}=1\,,}
звідки знаходимо, що
{\displaystyle {{C}_{j}}={\frac {1}{Ai'\left(-{{\xi }_{j}}\right)}}\left({\frac {2meE}{\hbar \;^{2}}}\right)^{1/6}\,,}
де {\displaystyle Ai'(\xi )} — похідна функції Ейрі.
Оскільки між потенційною енергією та дискретним спектром справедливе наступне співвідношення в точках, що обмежують класично доступну ділянку:
{\displaystyle U(x_{j})=eEx_{j}=W_{j}}
тому ми можемо знайти значення координати {\displaystyle x_{j}}:
{\displaystyle x_{j}=\xi _{j}{\big (}{\frac {\hbar \;^{2}}{2meE}}{\big )}^{1/3}}
Широкого розповсюдження дана задача набула в дослідженнях 2D-систем електронного газу інверсних шарів на поверхні розділу діелектрик — напівпровідник.